# Johan Ulveson
Karl Johan Magnus Ulveson (født 30. maj 1954 i Stockholm) er en svensk skuespiller og komiker, der har optrådt i mere end 60 film og tv-serier. Han er blandt andet kendt for sin medvirken i tv-serien C/o Segemyhr. Udover fysiske roller har han også lagt stemme til forskellige tegnefilm.
I 2020 blev Ulveson nomineret til Kristallen for tv-serien Elsk mig. I 2024 blev han nomineret til en Guldbagge for sin præstation i Et sidste ræs (2023).

## Udvalgt filmografi
- I lovens navn (1986)
- Strul (1988)
- 1939 (1989)
- Lorry (tv-serie, 1989-1995)
- Joker (1991)
- Drømmehuset (1993)
- Yrrol (1994)
- Bert (tv-serie, 1994)
- Bert - den sidste uskyld (1995)
- Ugifte par (1997)
- Glaspusterens børn (1998, kun stemme)
- C/o Segemyhr (tv-serie, 1998-2004)
- Hundehotellet (animationsfilm, 2000)
- Jönssonligan spelar högt (2000)
- Kaspar i Nudådalen (tv-serie, 2001)
- LasseMajas detektivbyrå (tv-serie, 2006)
- Mor Muh og Krage (animationsfilm, 2008)
- Vores venners liv (tv-serie, 2010)
- Solsidan (tv-serie, 2015)
- Selmas saga (tv-serie, 2016)
- Bonusfamilien (tv-serie, 2017-2021)
- Det som skjules i sneen (tv-serie, 2018)
- Helt perfekt (tv-serie, 2018-2020)
- En del af mit hjerte (2019)
- Elsk mig (tv-serie, 2019-2020)
- Mor Muh vender hjem (animationsfilm, 2021)
- Suedi (2021)
- Bamse og Vulkanøen (animationsfilm, 2021)
- Længe leve bonusfamilien (2022)
- Hvem er du, Mor Muh? (animationsfilm, 2023)
- Et sidste race (2023)
- Bamse og verdens mindste eventyr (animationsfilm, 2023)
- Ronja Røverdatter (tv-serie, 2024)
- Bamse och havets hemlighet (animationsfilm, 2025)